# 石桥子街道 (本溪市)
石桥子街道，是中华人民共和国辽宁省本溪市溪湖区下辖的一个乡镇级行政单位，实际由本溪高新技术产业开发区管辖。

## 行政区划
石桥子街道下辖以下地区：
石桥子社区、下石社区、百合社区、平台子村、上石村、西高堡村和红旗村。